# キラー・クロコダイル/怒りの逆襲
キラー・クロコダイル/怒りの逆襲（Killer Crocodile II）は、1990年にイタリア、アメリカの合作で製作された映画。後に発売されたDVDでのタイトルは『キラー・クロコダイル2』である。前作と違い本作は日本で劇場公開された。

## 概要
前作のラストで孵化した子ワニが成長し、カリブ海の湿地帯の人々を再び襲い始める。監督はファブリツィオ・デ・アンジェリス（ラリー・ラドマン）から特殊メイクアップ・アーティストのジャンネット・デ・ロッシにバトンタッチ。彼はクロコダイルの造形も引き続き担当している。

## キャスト
| 役名     | 俳優                 | 日本語吹替 |
| 役名     | 俳優                 | フジテレビ版 |
| -------- | -------------------- | --- |
| ケビン   | アンソニー・クレンナ | 鈴置洋孝 |
| リサ     | デブラ・カー         | 佐々木優子 |
| ジョー   | トーマス・ムーア     | 堀勝之祐 |
| その他   |                      | 筈見純 小山武宏 小島敏彦 丸山詠二 大滝進矢 勝生真沙子 田中敦子 古田信幸 島香裕 小野英昭 梅津秀行 吉田美保 喜田あゆ美 |
|          |                      | |
| 演出     |                      | 清水勝則 |
| 翻訳     |                      | 武満眞樹 |
| 調整     |                      | 和田修 |
| 効果     |                      | 新音響 |
| 制作     |                      | ザック・プロモーション                                                                                               |
| 初回放送 |                      | 1994年5月14日 『ゴールデン洋画劇場』                                                                                 |

## ビデオ・DVD
- ビデオ（発売元：日本ヘラルド、販売元：ポニーキャニオン）

1991年に字幕版が発売された。
- DVD（発売元：クリエイティブアクザ、販売元：ビームエンタテインメント）

2001年2月25日に前作と同時発売。地上波で放映された際の吹替版は未収録。